# Cleora lacrymata
Cleora lacrymata är en fjärilsart som beskrevs av Fletcher 1967. Cleora lacrymata ingår i släktet Cleora och familjen mätare. Inga underarter finns listade i Catalogue of Life.